# Гол між ногами

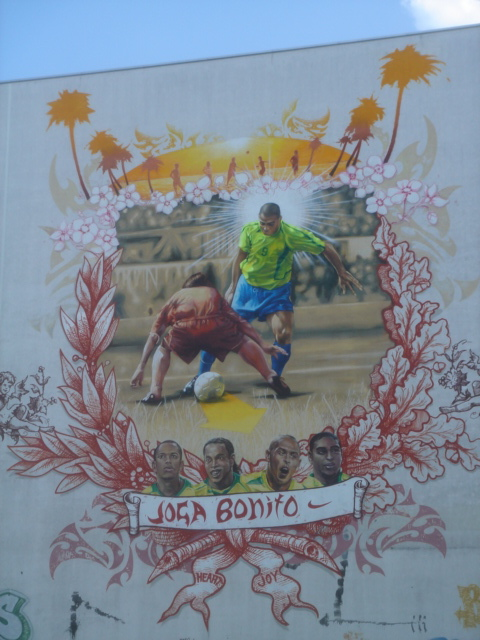
Стінопис у Берліні, присвячений Роналду, який прокидує м'яч між ногами суперника. Твір було замовлено компанією Nike до Чемпіонату світу з футболу 2006 року в Німеччині.

Гол «між ногами» або «п'ятдесят копійок» (nutmeg, tunnel, nut, megs, megnuts) — ігрова техніка, що використовується, як правило, у футболі, а також у хокеї на траві, хокеї на льоду та в баскетболі. Суть техніки полягає у тому щоби ігровий предмет (м'яч або шайба) пройшов між ногами суперника. Ефективність прийому полягає в тому, що опонент не має можливості швидко відреагувати на нього, так що у гравця є можливість швидко втекти від нього й продовжити атаку.